# Puerto Sandino
Puerto Sandino es un puerto marítimo localizado en el municipio de Nagarote en la costa del Océano Pacífico de Nicaragua. ubicada a 30 kilómetros de la ciudad de León y a 73 kilómetros de la capital Managua. Antes de la Revolución Sandinista era conocido como Puerto Somoza. Debido a su línea de suministro de petróleo crudo, es un puerto importante y también juega un papel importante en la industria pesquera de Nicaragua. Puerto Sandino es un lugar extremadamente popular para practicar surf.

## Ataques estadounidenses
Mientras apoyaban a los Contras en la década de los años 1980, las fuerzas estadounidenses atacaron Puerto Sandino el 13 de septiembre y el 14 de octubre de 1983. El 28 y 30 de marzo de 1984, las fuerzas estadounidenses atacaron lanchas patrulleras en Puerto Sandino.